# 埃尔明·韦利奇
埃尔明·韦利奇（1959年4月1日—），波斯尼亚和黑塞哥维那男子手球运动员。他曾代表南斯拉夫国家队参加1988年夏季奥林匹克运动会手球比赛，获得一枚铜牌。